# 飯田覚誠
飯田 覚誠（いいだ かくじょう、弘化4年(1847年) - 大正9年(1920年)3月15日）は、近代の時宗の僧。時宗大本山無量光寺住職。
江戸の旗本青山氏の家臣の家に生まれる。浄土宗大本山の芝増上寺で修学したのち、時宗当麻派の乗願寺第44世を経て、本寺である無量光寺の第60世他阿上人となる。明治26年（1893年）の火災で疲弊し、時宗の多数派を占める遊行派に押されつつあった当麻派再興のために尽力した隠れた傑僧である。当時すでに浄土宗の名僧として知られていた山崎辨榮に次期住持職を託し自らは乗願寺に隠居する。無量光寺山門の脇に他阿真教600年遠忌を記念した大正9年（1920年）建立の覚誠の筆になる大きな名号碑が残されている。乗願寺で亡くなった。法名は「教蓮社随誉（他阿上人）亮本覚誠（大和尚）」。同じ年に辨榮もこの世を去っている。